# 2e Queens
Circonscription électorale provinciale du Canada
2e Queens est une ancienne circonscription électorale dans la province canadienne de l'Île-du-Prince-Édouard, qui élisait deux membres à l'Assemblée législative de l'Île-du-Prince-Édouard de 1873 à 1996.

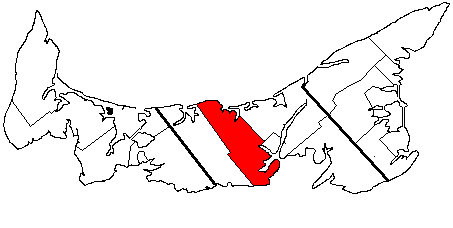
Carte démontrant la circonscription électorale de 2e Queens

Le district contenait la partie ouest centrale du comté de Queens.

## Membre de l'Assemblée législative

### Deux membres de 1873 à 1893
|  | Années    | Membre            | Parti        |
|  | --------- | ----------------- | ------------ |
|  | 1873-1876 | H. Callbeck       | Libéral      |
|  | 1876-1886 | Donald McKay (en) | Conservateur |
|  | 1886-1890 | Joseph Wise       | Libéral      |
|  | 1890-1893 | Donald McKay (en) | Conservateur |

|  | Années    | Membre             | Parti   |
|  | --------- | ------------------ | ------- |
|  | 1873-1876 | W. S. McNeill      | Libéral |
|  | 1876-1893 | Donald Farquharson | Libéral |

### Deux membres (député et conseiller) de 1893 à 1996

#### Député
|  | Années    | Membre                | Parti        |
|  | --------- | --------------------- | ------------ |
|  | 1893-1900 | Joseph Wise           | Libéral      |
|  | 1900-1904 | Edward Douglas        | Libéral      |
|  | 1904-1908 | Albert E. Douglas     | Libéral      |
|  | 1908-1911 | William Laird         |              |
|  | 1911-1912 | George W. McPhee      |              |
|  | 1912-1915 | John H. Buntain       | Conservateur |
|  | 1915-1919 | George E. Hughes      | Libéral      |
|  | 1919-1923 | Bradford W. LePage    | Libéral      |
|  | 1923-1927 | John H. Buntain       | Conservateur |
|  | 1927-1931 | Angus McPhee          | Libéral      |
|  | 1931-1935 | David F. Bethune      | Conservateur |
|  | 1935-1940 | Angus McPhee          | Libéral      |
|  | 1940-1943 | George C. Kitson      | Libéral      |
|  | 1943-1951 | J. Philip Matheson    | Conservateur |
|  | 1951-1959 | George C. Kitson      | Libéral      |
|  | 1959-1966 | J. Philip Matheson    | Conservateur |
|  | 1966-1972 | J. Sinclair Cutcliffe | Libéral      |
|  | 1972-1974 | H. Bennett Carr       | Conservateur |
|  | 1974-1979 | David Ford            | Libéral      |
|  | 1979-1986 | Gordon Lank           | Conservateur |
|  | 1986-1996 | Gordon MacInnis       | Libéral      |

#### Conseiller
|  | Années    | Membre                | Parti        |
|  | --------- | --------------------- | ------------ |
|  | 1893-1902 | Donald Farquharson    | Libéral      |
|  | 1902-1904 | Dougald Currie        | Conservateur |
|  | 1904-1912 | John McMillan         | Libéral      |
|  | 1912-1915 | Louis L. Jenkins      | Conservateur |
|  | 1915-1919 | John MacMillan        | Libéral      |
|  | 1919-1923 | George E. Hughes      | Libéral      |
|  | 1923-1927 | Louis L. Jenkins      | Conservateur |
|  | 1927-1940 | Brandford W. LePage   | Libéral      |
|  | 1940-1943 | Alexander W. Matheson | Libéral      |
|  | 1943-1961 | Reginald Bell         | Conservateur |
|  | 1961-1985 | Lloyd G. MacPhail     | Conservateur |
|  | 1985-1996 | Ron MacKinley         | Libéral      |